# La mandragola (film 1965)
(Ligurio)
La mandragola è un film del 1965 diretto da Alberto Lattuada, tratto dall'omonima commedia di Niccolò Machiavelli.
Il film è ambientato nella Firenze del 500, ma è stato girato a Urbino e Viterbo. Viene indicato come uno degli antesignani del genere cinematografico "decamerotico colto".

## Trama
La trama è la stessa della commedia teatrale, sebbene vi siano state aggiunte delle scene o le stesse siano state rese in maniera differente rispetto al corpus originario.
Nel corso di un lungo soggiorno a Parigi, il giovane Callimaco viene a sapere dall'amico Cammillo Calfucci della bellezza di Lucrezia, sposata da quattro anni con il ricco quanto sciocco notaio Nicia Calfucci, da cui non riesce ad avere figli. Tornato a Firenze, egli vede per la prima volta la donna e s'innamora di lei, tentando poi di incontrarla e sedurla, ma senza successo. Ad aiutarlo nell'impresa, oltre al suo servo Siro, è il parassita Ligurio, che ha una grossa influenza su Nicia: Ligurio consiglia a Callimaco di fingersi dottore e di convincere il notaio di far bere alla moglie un infuso di mandragola, in grado di curare la sua presunta sterilità (è infatti Nicia a essere sterile). Questa magica cura ha però una controindicazione: chi avrà il primo rapporto sessuale con la donna verrà infettato dal veleno della mandragola e morirà entro otto giorni. Per ovviare al problema e al contempo proteggere l'onore di Nicia, basterà farla incontrare di nascosto con il primo "garzonaccio" di strada, che assorbirà tutto il veleno mortale.
Persuaso Nicia, rimane di convincere Lucrezia, che non vuole acconsentire, dato il suo carattere pio e devoto. Allora intervengono la madre Sostrata e il frate Timoteo i quali, giocando proprio sulla sua devozione cristiana, con la citazione biblica di Lot e le figlie la convincono alla "cura". 
Quella notte Callimaco si traveste da mendicante e viene portato dal marito stesso nelle braccia della moglie, che in seguito non si accontenterà di questo fugace incontro, ma vorrà reiterarlo nel tempo a venire.

## Scene aggiuntive
- La predica - Un frate predica con veemenza contro il peccato di lussuria e della corruzione della carne, con le divertenti reazioni di un macellaio e di un vecchio moribondo.
- Le terme - Callimaco viene a sapere da Siro che Lucrezia è solita andare alle terme ogni venerdì pomeriggio e fare il bagno nuda. Il giovane vi si reca e paga il bagnino Ugolino per accedere a un corridoio segreto che separa i bagni degli uomini e quello delle donne, con tanto di buchi nel muro per i guardoni. La nudità di Lucrezia causa tanta libidine nei bagnanti, che finiscono per sfondare la parete, finendo dritti nel bagno delle donne.
- Le cure mediche - Contrariamente a quanto avviene nell'opera teatrale, vengono rappresentati gli strambi tentativi per guarire Lucrezia dalla sterilità, quali il sasso bollente o il bagno nel pepe indiano.
- L'androgino - Per evidenziare la credulità della gente comune, a cui Nicia appartiene, Lattuada rappresenta il falso miracolo di una donna trasformata per metà in uomo da Dio per salvarla da uno stupratore. Questo falso miracolo è in realtà l'inganno di un truffatore per estorcere denaro dalla folla.
- Il negromante - L'idea di Ligurio di utilizzare la storia della mandragola è giustificata nel film dall'incontro in campagna con un negromante, che estrae la pianta dal terreno e ne descrive le virtù terapeutiche e magiche.
- L'urina di Lucrezia - Svuotata erroneamente l'ampolla di urina per le analisi mediche, Callimaco la utilizza per dare maggiore credibilità a Nicia assaggiandone il nuovo contenuto: del vino di cattiva annata versato poco prima da Siro.
- Il ritrovamento - Prima dell'incontro con fra' Timoteo, Lucrezia e Sostrata assistono al ritrovamento di una statua di Apollo. Questa scena confronta il concetto antico in cui la bellezza del corpo è in armonia con quella dell'anima, contrapposto alla condanna del corpo come fonte di peccato.
- Il poeta e l'incappucciato - Il conflitto amoroso della scena IV dell'atto IV è sostituito nel film da una scena giocosa con un rimatore di piazza e un povero incappucciato, che crede essere il destinatario dei trecento fiorini per fra' Timoteo.
- Totò e i teschi - Fra' Timoteo scende nelle catacombe ove sono conservati i corpi di suoi confratelli, ai quali parla e accende candele. Questa scena, girata all'interno della Chiesa dei Morti a Urbania, aveva una durata originaria di due minuti e mezzo e fu inizialmente scartata in fase di montaggio, per poi essere reinserita molti anni dopo in forma ridotta.
- La notte del travestimento - Se nell'opera teatrale il "rapimento" di Callimaco avviene senza problemi, nel film passa attraverso due incidenti: l'aggressione a un passante e l'incontro col bargello, che viene evitato facendo credere Callimaco un indemoniato.

## Produzione
Il film è stato girato a Urbino (piazza Duca Federico, via San Girolamo, ecc.), a Urbania e a Viterbo.

## Curiosità
- L'antefatto della vicenda e la discussione tra Callimaco e Cammillo sulle donne francesi ed italiane sono rappresentati all'inizio del film, mentre nell'opera teatrale sono raccontati nella scena I dell'atto I da Callimaco. Lo stesso vale per altri avvenimenti fuori scena, come il dialogo tra Sostrata e Nicia e la notte di Callimaco e Lucrezia
- Il primo incontro tra Callimaco e Ligurio era antecedente all'inizio della vicenda nell'opera teatrale, mentre nel film avviene quasi a metà dell'opera
- Dopo un'ora di bagno nel pepe indiano, Lucrezia esce esasperata dalla tinozza e dice scherzosamente al marito di rimanere dentro al suo posto, aggiungendo ironicamente che magari sarà lui a divenir pregno. Poco dopo Ligurio stesso conferma altrettanto ironicamente la validità dell'asserzione della donna, mettendolo in parallelo con lo sciocco Calandrino della terza novella della nona giornata del Decameron. Questo riferimento al capolavoro di Boccaccio è totalmente assente nell'opera originaria
- Nel film vi è un riferimento all'altra commedia di Machiavelli, la Clizia, che un banditore di piazza pubblicizza il giorno stesso dell'arrivo di Callimaco a Firenze. Questo riferimento è però erroneo, in quanto la Clizia è stata messa in scena per la prima volta nel 1525, precisamente venticinque anni dopo l'inizio della vicenda
- Fra' Timoteo non è di origini fiorentine come voleva l'opera teatrale, ma napoletana, in onore alle origini di Totò
- Le scene all'interno del convento sono state girate clandestinamente e molto velocemente, in quanto l'arcivescovo di Urbino, appena saputo delle riprese del film, ha intimato alla produzione di stare alla larga dal convento e limitato il loro campo di azione alla città ed alla campagna.

## Premi e riconoscimenti
- 1967 - Premi Oscar
  - Candidatura Migliori costumi a Danilo Donati
- 1966 - David di Donatello
  - Targa d'oro a Rosanna Schiaffino
- 1966 - Nastro d'argento
  - Candidatura Migliore attrice protagonista a Rosanna Schiaffino
  - Candidatura Migliore attore non protagonista a Totò
  - Candidatura Migliore attore non protagonista a Romolo Valli